# Asociația de Fotbal a Ciprului
Asociația de Fotbal a Ciprului (greacă Κυπριακή Ομοσπονδία Ποδοσφαίρου (ΚΟΠ)) este forul conducător al fotbalului cipriot. Organizează: Prima Divizie, Cupa Cipriotă, Cupa FA Cipriotă.